# District de Kutná Hora
Le district de Kutná Hora (en tchèque : okres Kutná Hora) est une subdivision de la région de Bohême-Centrale, en Tchéquie. Son chef-lieu est la ville de Kutná Hora.

## Liste des communes
Le district compte 88 communes, dont 4 ont le statut de ville (město, en gras) et 7 celui de bourg (městys, en italique) :
Adamov •
Bernardov •
Bílé Podolí •
Bludov •
Bohdaneč •
Brambory •
Bratčice •
Čáslav •
Čejkovice •
Černíny •
Červené Janovice •
Čestín •
Chabeřice •
Chlístovice •
Chotusice •
Církvice •
Dobrovítov •
Dolní Pohleď •
Drobovice •
Hlízov •
Horka I •
Horka II •
Horky •
Horušice •
Hostovlice •
Hraběšín •
Kácov •
Kluky •
Kobylnice •
Košice •
Krchleby •
Křesetice •
 Kutná Hora •
Ledečko •
Malešov •
Miskovice •
Močovice •
Nepoměřice •
Nové Dvory •
Okřesaneč •
Onomyšl •
Opatovice I •
Paběnice •
Pertoltice •
Petrovice I •
Petrovice II •
Podveky •
Potěhy •
Rašovice •
Rataje nad Sázavou •
Řendějov •
Rohozec •
Samopše •
Schořov •
Šebestěnice •
Semtěš •
Slavošov •
Soběšín •
Souňov •
Staňkovice •
Starkoč •
Štipoklasy •
Sudějov •
Suchdol •
Svatý Mikuláš •
Třebešice •
Třebětín •
Třebonín •
Tupadly •
Uhlířské Janovice •
Úmonín •
Úžice •
Vavřinec •
Vidice •
Vinaře •
Vlačice •
Vlastějovice •
Vlkaneč •
Vodranty •
Vrdy •
Záboří nad Labem •
Žáky •
Zbizuby •
Zbraslavice •
Zbýšov •
Žehušice •
Žleby •
Zruč nad Sázavou

## Principales communes
Population des dix principales communes du district au 1er janvier 2024 et évolution depuis le 1er janvier 2023 :
| Kutná Hora        | 21 556 | en augmentation |
| Čáslav            | 10 512 | en augmentation |
| Zruč nad Sázavou  | 4 749  | en diminution   |
| Vrdy              | 3 184  | en augmentation |
| Uhlířské Janovice | 3 136  | en diminution   |
| Zbraslavice       | 1 406  | en diminution   |
| Žleby             | 1 400  | en diminution   |
| Církvice          | 1 344  | en augmentation |
| Miskovice         | 1 153  | en augmentation |
| Suchdol           | 1 124  | en diminution   |